# Novi Antunovac
Novi Antunovac (1991-ig Novi Bogdanovac) falu Horvátországban Verőce-Drávamente megyében. Közigazgatásilag Bakvához tartozik.

## Fekvése
Verőcétől légvonalban 7, közúton 10 km-re északnyugatra, községközpontjától 1 km-re északra Nyugat-Szlavóniában, a Drávamenti-síkságon fekszik.

## Története
A falu a 20. század elején keletkezett Bakva északi határrészén. Lakosságát 1931-től számlálják önállóan. A II. világháború után a település a szocialista Jugoszláviához tartozott. 1991-ben lakosságának 50% szerb, 30%-a horvát nemzetiségű volt. 2011-ben falunak 101 lakosa volt. Lakói földműveléssel, állattartással foglalkoznak.

## Lakossága
| Lakosság változása | Lakosság változása | Lakosság változása | Lakosság változása | Lakosság változása | Lakosság változása | Lakosság változása | Lakosság változása | Lakosság változása | Lakosság változása | Lakosság változása | Lakosság változása | Lakosság változása | Lakosság változása | Lakosság változása | Lakosság változása |
| ------------------ | ------------------ | ------------------ | ------------------ | ------------------ | ------------------ | ------------------ | ------------------ | ------------------ | ------------------ | ------------------ | ------------------ | ------------------ | ------------------ | ------------------ | ------------------ |
| 1857               | 1869               | 1880               | 1890               | 1900               | 1910               | 1921               | 1931               | 1948               | 1953               | 1961               | 1971               | 1981               | 1991               | 2001               | 2011               |
| 0                  | 0                  | 0                  | 0                  | 0                  | 0                  | 0                  | 179                | 177                | 198                | 223                | 153                | 134                | 100                | 103                | 101                |